# Festa (liturgia)
Nella liturgia della Chiesa cattolica si usa il termine festa per indicare quelle celebrazioni dei misteri della vita di Cristo o dei santi che hanno importanza liturgica media. Hanno il grado di festa le celebrazioni del Signore di minore importanza, le celebrazioni degli apostoli e degli evangelisti (eccetto la solennità dei Santi Pietro e Paolo), dei martiri Stefano, Lorenzo e dei Santi Innocenti, di Santa Maria Maddalena, alcune celebrazioni della Beata Vergine Maria, la Dedicazione della basilica lateranense, e, a livello locale, le celebrazioni dei patroni dello Stato, del continente, della regione e della diocesi (salvo che si tratti di solennità secondo il Calendario romano generale) ed altre celebrazioni di santi.
Le feste hanno la precedenza sulle memorie, mentre sono sorpassate dalle solennità e dalle domeniche, eccezion fatta per le feste del Signore. Si celebrano quindi solo se non cade quello stesso giorno una celebrazione di importanza maggiore. All'uopo il Messale e i libri della Liturgia delle ore riportano all'inizio una tabella in cui si determina l'importanza relativa delle varie celebrazioni dell'anno liturgico, e la loro reciproca precedenza.

## Feste nel Calendario Romano Generale
Hanno grado di festa le seguenti ricorrenze liturgiche. Sono segnate anche le ricorrenze che assumono grado di festa nel territorio italiano ed europeo. Non sono segnate le feste proprie delle Diocesi.
| Data                                                          | Celebrazione                                 | Precedenza sulla domenica | Colore liturgico |
| ------------------------------------------------------------- | -------------------------------------------- | ------------------------- | ---------------- |
| Domenica dopo l'Epifania                                      | Battesimo del Signore                        | Sì                        | bianco           |
| 25 gennaio                                                    | Conversione di San Paolo apostolo            | No                        | bianco           |
| 2 febbraio                                                    | Presentazione del Signore                    | Sì                        | bianco           |
| 14 febbraio                                                   | Santi Cirillo e Metodio                      | No                        | bianco           |
| 22 febbraio                                                   | Cattedra di San Pietro apostolo              | No                        | bianco           |
| 25 aprile                                                     | San Marco evangelista                        | No                        | rosso            |
| 29 aprile                                                     | Santa Caterina da Siena                      | No                        | bianco           |
| 3 maggio                                                      | Santi Filippo e Giacomo apostoli             | No                        | rosso            |
| 14 maggio                                                     | San Mattia apostolo                          | No                        | rosso            |
| 31 maggio                                                     | Visitazione della Beata Vergine Maria        | No                        | bianco           |
| 3 luglio                                                      | San Tommaso apostolo                         | No                        | rosso            |
| 11 luglio                                                     | San Benedetto                                | No                        | bianco           |
| 22 luglio                                                     | Santa Maria Maddalena                        | No                        | bianco           |
| 23 luglio                                                     | Santa Brigida di Svezia                      | No                        | bianco           |
| 25 luglio                                                     | San Giacomo il Maggiore apostolo             | No                        | rosso            |
| 6 agosto                                                      | Trasfigurazione di Gesù                      | Sì                        | bianco           |
| 9 agosto                                                      | Santa Teresa Benedetta della Croce           | No                        | rosso            |
| 10 agosto                                                     | San Lorenzo                                  | No                        | rosso            |
| 24 agosto                                                     | San Bartolomeo apostolo                      | No                        | rosso            |
| 8 settembre                                                   | Natività della Beata Vergine Maria           | No                        | bianco           |
| 14 settembre                                                  | Esaltazione della Santa Croce                | Sì                        | rosso            |
| 21 settembre                                                  | San Matteo apostolo ed evangelista           | No                        | rosso            |
| 29 settembre                                                  | Santi Michele, Gabriele e Raffaele Arcangeli | No                        | bianco           |
| 4 ottobre                                                     | San Francesco d'Assisi                       | No                        | bianco           |
| 18 ottobre                                                    | San Luca evangelista                         | No                        | rosso            |
| 28 ottobre                                                    | Santi Simone e Giuda apostoli                | No                        | rosso            |
| 9 novembre                                                    | Dedicazione della Basilica Lateranense       | Sì                        | bianco           |
| 30 novembre                                                   | Sant'Andrea apostolo                         | No                        | rosso            |
| 26 dicembre                                                   | Santo Stefano protomartire                   | No                        | rosso            |
| 27 dicembre                                                   | San Giovanni apostolo ed evangelista         | No                        | bianco           |
| 28 dicembre                                                   | Santi Innocenti martiri                      | No                        | rosso            |
| Domenica fra l'Ottava di Natale (o, se manca, il 30 dicembre) | Santa Famiglia di Gesù, Maria e Giuseppe     | --                        | bianco           |

## La celebrazione eucaristica nelle feste
Nei giorni in cui cada una festa, nella celebrazione eucaristica si usano le orazioni liturgiche proprie della celebrazione. Si recita o canta il Gloria ma non il Credo.
La liturgia della parola è quella della festa: si legge una prima lettura con il suo salmo e il Vangelo. Però nel caso di una festa del Signore che cade in domenica si legge anche la seconda lettura.

## La liturgia delle ore nelle feste
La liturgia delle ore si prende integralmente dal proprio dei santi, o in assenza di parti proprie, dal relativo comune. Prima dell'orazione finale dell'Ufficio delle letture si recita o canta il Te Deum. La differenza più evidente tra feste e solennità è la mancanza per le prime dei Primi vespri presenti invece per le seconde.